# زيبي بايت
زيبي بايت (بالإنجليزية:  Zibibyte)‏ هي العديد من وحدة البايت وتستخدم في مخازن بيانات الحاسب، البادئة اكسبي تعني 10247 ، زيبي بايت لها اختصار هو الرمز ZiB. وهي من مجموعة من الوحدات ذات البادئة الثنائية 270.
كان من مجموعة بادئات ليسة ثنائية في بادئ الامر، ولكن فيما بعد تم اضافتها مع البادئة yobi بواسطة اللجنة الكهروتقنية الدولية International Electrotechnical Commission (IEC)سنة 2005 .
واحد زيبي بايت = 270 بايت = 1180591620717411303424بايت = 1024 اكسبي بايت